# فهرست آثار ملی استان خوزستان

موقعیت استان خوزستان در کشور

استان خوزستان استانی در جنوب‌غرب ایران است که بر کرانهٔ خلیج فارس قرار دارد و مرکز تولید نفت ایران به‌شمار می‌آید. مساحت استان خوزستان ۶۴٬۰۵۷ کیلومتر مربع است و با جمعیتی معادل ۴٬۷۱۰٬۵۰۶ نفر (۱۳۹۵)، پنجمین استان پرجمعیت ایران محسوب می‌شود. در سال ۱۳۰۳ مرکز استان خوزستان از شوشتر به اهواز منتقل شد. از آن زمان تاکنون شهر اهواز مرکز این استان است.
۷۹۵ اثر از این استان در فهرست آثار ملی ایران ثبت شده است.(تا سال ۱۴٠۳)

## آثار ثبت‌شده

### شهرستان اندیمشک
| ردیف | نام اثر                     | نگاره          | دیرینگی                         | موقعیت                                                                                                 | شمارهٔ ثبت | تاریخ ثبت  | منبع  |
| ---- | --------------------------- | -------------- | ------------------------------- | --- | --------- | ---------- | ----- |
| ۱    | قلعه‌رزه                     | بارگذاری تصویر | صفویه                           | شهرستان اندیمشک، کیلومتر ۴۶ جاده اندیمشک، پل دختر                                                      | ۷۱۴۸      | ۱۳۸۱/۱۱/۱۲ | [ ۳ ] |
| ۲    | قلعه کوران (قلعه کورو)      |                | صفویه                           | شهرستان اندیمشک، بخش الوار گرمسیری، روستای چینه روزه                                                   | ۷۱۴۹      | ۱۳۸۱/۱۱/۱۲ |       |
| ۳    | آرامگاه علی بن یحیی         |                | اوایل پهلوی (۱۳۶۰ ق)            | اندیمشک، جنب قبرستان بهشت علی سمت غربی رودخانه دز                                                      | ۸۳۷۲      | ۱۳۸۲/۰۲/۰۹ |       |
| ۴    | پل صیحه (آباره عباس خان)    |                | صفویه                           | اندیمشک، کیلومتر ۱۰ جاده اندیمشک به شوش                                                                | ۸۳۷۶      | ۱۳۸۲/۰۲/۰۹ |       |
| ۵    | پل بالارود                  |                | ساسانی                          | ۲۷ کیلومتری شمال شهرستان اندیمشک، برروی رودخانه بالارود                                                | ۹۹۶۹      | ۱۳۸۲/۰۶/۲۳ |       |
| ۶    | شهر لور                     |                | ساسانی ـ قرون اولیه اسلامی      | شهرستان اندیمشک، حاشه جاده کمربندی اندیمشک، جاده ترانزیت بین‌المللی تهران جنوب در کنار منازل مسکونی شهر | ۱۶۷۰۸     | ۱۳۸۵/۱۰/۲۳ |       |
| ۷    | تپه چغا گرگ                 |                | اشکانی                          | شهر اندیمشک، کیلومتری ۳ اتوبان اندیمشک به اهواز                                                        | ۱۷۳۹۳     | ۱۳۸۵/۱۲/۰۶ |       |
| ۸    | قلعه بردل                   |                | صفویه                           | شهرستان اندیمشک، بخش الوار گرمسیری، دهستان مازو، روستای دشت لاله                                       | ۱۷۳۹۴     | ۱۳۸۵/۱۲/۰۶ |       |
| ۹    | حوضچه چین روزه              |                | عیلام میانه                     | شهرستان اندیمشک، بخش الوار گرمسیری، دهستان مازو، روستای چین روزه                                       | ۱۷۳۹۵     | ۱۳۸۵/۱۲/۰۶ |       |
| ۱۰   | محوطه جهانگیر خانی          |                | عیلامی                          | شهرستان اندیمشک، بخش الوار گرمسیری، دهستان قیلاب، روستای جهانگیر خانی                                  | ۱۷۳۹۶     | ۱۳۸۵/۱۲/۰۶ |       |
| ۱۱   | محوطه امیر سیف              |                | ایلامی                          | شهرستان اندیمشک، بخش الوار گرمسیری، دهستان قیلاب، حوالی روستای امیر سیف                                | ۱۷۳۹۷     | ۱۳۸۵/۱۲/۰۶ |       |
| ۱۲   | آرامگاه داود خادم           |                | اسلامی                          | شهرستان اندیمشک، بخش الوار گرمسیری، دهستان قیلاب، روستای شیخ کیلومتری ۷۵                               | ۱۷۴۰۳     | ۱۳۸۵/۱۲/۰۶ |       |
| ۱۳   | تپه دژ مریج                 |                | اشکانی                          | شهرستان اندیمشک، بخش الوار گرمسیری، دهستان حسینیه، روستای دژ مریج                                      | ۱۷۶۰۰     | ۱۳۸۵/۱۲/۰۶ |       |
| ۱۴   | بندآب چین روزه              |                | عیلام ـ قرون متاخر اسلامی       | شهرستان اندیمشک، بخش الوار گرمسیری، دهستان مازو، روستای چین روزه                                       | ۱۷۹۹۱     | ۱۳۸۵/۱۲/۱۵ |       |
| ۱۵   | محوطه بردپنیر               |                | هزاره ۵و ۴ ق‌م                   | شهرستان اندیمشک، بخش الوار گرمسیری، یک کیلومتری شهر حسینیه                                             | ۱۷۹۹۲     | ۱۳۸۵/۱۲/۱۵ |       |
| ۱۶   | آرامگاه و قبرستان محمود علی |                | قرون میانه اسلامی               | شهرستان اندیمشک، بخش الوار گرمسیری، دهستان مازو، روستای محمودعلی                                       | ۱۷۹۹۳     | ۱۳۸۵/۱۲/۱۵ |       |
| ۱۷   | تپه ویس قره دو              |                | هزاره ۴ ق‌م ـ عیلام ـ ساسانی     | شهرستان اندیمشک، بخش مرکزی، دهستان حومه روستای ده ایجی                                                 | ۱۷۹۹۴     | ۱۳۸۵/۱۲/۱۵ |       |
| ۱۸   | تپه سیاه‌گوش ۲               |                | تاریخی ـ قرون اولیه اسلامی      | شهرستان اندیمشک، بخش مرکزی، دو کیلومتری شهرک مدنی                                                      | ۱۷۹۹۵     | ۱۳۸۵/۱۲/۱۵ |       |
| ۱۹   | تپه ویس قره یک              |                | هزراه ۵ و ۴ ق‌م ـ عیلام ـ تاریخی | شهرستان اندیمشک، بخش مرکزی، دهستان حومه، روستای ده ایجی                                                | ۱۷۹۹۶     | ۱۳۸۵/۱۲/۱۵ |       |
| ۲۰   | آسیاب چین روزه              |                | قرون متاخر اسلامی               | شهرستان اندیمشک، بخش الوار گرمسیری، دهستان مازو، روستای چین روزه                                       | ۱۷۹۹۷     | ۱۳۸۵/۱۲/۱۵ |       |
| ۲۱   | محوطه چین روزه              |                | عیلام                           | شهرستان اندیمشک، بخش الوار گرمسیری، دهستان مازو، روستای چین روزه                                       | ۱۷۹۹۸     | ۱۳۸۵/۱۲/۱۵ |       |
| ۲۲   | آرامگاه و قبرستان پیروالی   |                | قرون متاخر اسلامی               | شهرستان اندیمشک، بخش الوار گرمسیری، دهستان مازو، روستای چین روزه                                       | ۱۷۹۹۹     | ۱۳۸۵/۱۲/۱۵ |       |
| ۲۳   | محوطه چلت                   |                | تاریخی ـ قرون اولیه اسلامی      | شهرستان اندیمشک، بخش الوار گرمسیری، دهستان قیلاب، روستای چلت                                           | ۱۸۰۰۰     | ۱۳۸۵/۱۲/۱۵ |       |
| ۲۴   | تپه سیاه‌گوش ۱               |                | تاریخی ـ قرون اولیه اسلامی      | شهرستان اندیمشک، بخش مرکزی، حوالی دهستان شهرک مدنی                                                     | ۱۸۰۰۲     | ۱۳۸۵/۱۲/۱۵ |       |
| ۲۵   | قلعه حسینی                  |                | صفویه                           | شهرستان اندیمشک، بخش الوار گرمسیری، روستای قلعه رزه                                                    | ۱۸۰۰۳     | ۱۳۸۵/۱۲/۱۵ |       |
| ۲۶   | تپه محمود علی               |                | تاریخی                          | شهرستان اندیمشک، بخش الوار گرمسیری، دهستان مازو، روستای محمود علی                                      | ۲۳۸۷۴     | ۱۳۸۷/۰۸/۲۵ |       |

### شهرستان باغ‌ملک
| ردیف | نام اثر          | نگاره          | دیرینگی           | موقعیت                                                                                   | شمارهٔ ثبت | تاریخ ثبت  | منبع  |
| ---- | ---------------- | -------------- | ----------------- | ---------------------------------------------------------------------------------------- | --------- | ---------- | ----- |
| ۱    | تپه رستم‌آباد     | بارگذاری تصویر | پیش از تاریخ      | شهرستان باغ ملک، ۲۰۰ متری غرب جاده آسفالت ایذه، باغملک، حدود دو کیلومتری روستای رستم‌آباد | ۹۹۵۹      | ۱۳۸۲/۰۶/۲۳ | [ ۴ ] |
| ۲    | تپه دالخونی یک   |                | پیش از تاریخ      | شهرستان باغ ملک، بخش مرکزی، دو کیلومتری روستای آل خورشید                                 | ۹۹۶۰      | ۱۳۸۲/۰۶/۲۳ |       |
| ۳    | تپه قلعه تل      |                | ایلامی تا قاجاریه | شهرستان باغ ملک، بخش مرکزی، روستای قلعه تل                                               | ۹۹۶۱      | ۱۳۸۲/۰۶/۲۳ |       |
| ۴    | سرای ارغوانی     |                | اتابکان لر        | شهرستان باغملک، بخش مرکزی، کنار رودخانه باغملک (منجیق)                                   | ۱۵۰۰۵     | ۱۳۸۴/۱۲/۱۶ |       |
| ۵    | نقش برجسته رودنو |                | اشکانیان          | شهرستان باغ ملک، بخش صیدون، کوه گردکی روستای سرتنگ و رودنو                               | ۹۹۶۲      | ۱۴۰۰/۰۶/۲۳ |       |

### شهرستان خرمشهر
| ردیف | نام اثر           | نگاره          | دیرینگی | موقعیت                                                                                          | شمارهٔ ثبت | تاریخ ثبت  | منبع  |
| ---- | ----------------- | -------------- | ------- | ----------------------------------------------------------------------------------------------- | --------- | ---------- | ----- |
| ۱    | ساختمان هلال احمر | بارگذاری تصویر |         | مابین خ فردوسی و جاده ساحلی خرمشهر ۵۲°۱۶′۵۹″ شمالی ۱۳°۴۸′۰″ شرقی / ۵۲٫۲۸۳۰۶°شمالی ۱۳٫۸۰۰۰۰°شرقی | ۲۸۴۵      | ۱۳۷۹/۰۸/۱۶ | [ ۵ ] |
| ۲    | کاخ فیلیه         |                | قاجاریه | شهرستان خرمشهر، محدودة شلمچه، کنار رودخانه کارون                                                | ۳۴۹۵      | ۱۳۷۹/۱۲/۲۵ |       |

### شهرستان دشت آزادگان
| ردیف | نام اثر              | نگاره          | دیرینگی | موقعیت                                                         | شمارهٔ ثبت | تاریخ ثبت  | منبع  |
| ---- | -------------------- | -------------- | ------- | -------------------------------------------------------------- | --------- | ---------- | ----- |
| ۱    | محوطه یادمان دهلاویه | بارگذاری تصویر | معاصر   | شهرستان دشت آزادگان، بخش بستان، دهستان دهلاویه، روستای دهلاویه | ۲۱۲۴۱     | ۱۳۸۶/۱۲/۰۷ | [ ۶ ] |

### شهرستان رامهرمز
| ردیف | نام اثر                     | نگاره | دیرینگی         | موقعیت                                                                | شمارهٔ ثبت | تاریخ ثبت  | منبع  |
| ---- | --------------------------- | ----- | --------------- | --------------------------------------------------------------------- | --------- | ---------- | ----- |
| ۱    | طاق نصرت رامهرمز            |       | ساسانی          | رامهرمز، خ طالقانی غربی روبروی پاساژ احمدی                            | ۵۰        | ۱۳۱۰/۰۶/۲۴ | [ ۷ ] |
| ۲    | تل برمی                     |       | پیش از تاریخ    | ۳ کیلومتری جنوب رامهرمز                                               | ۴۰۳       | ۱۳۴۷/۰۴/۲۰ |       |
| ۳    | سد جره                      |       | ساسانی          | ۳۰ کیلومتری شمالغربی شهرروی رودخانه زرد                               | ۲۵۴۲      | ۱۳۷۸/۱۰/۰۸ |       |
| ۴    | بقعه سید حسن                |       | اواخر قاجار     | شهرستان رامهرمز، روستای دهیور                                         | ۳۴۹۳      | ۱۳۷۹/۱۲/۲۵ |       |
| ۵    | خانه بهبهانی                |       | قاجاریه         | شهر رامهرمز، خ دهقان                                                  | ۳۷۷۱      | ۱۳۸۰/۰۲/۱۸ |       |
| ۶    | خانه محمد صمیمی             |       | قاجاریه         | شهر رامهرمز، خ دهقان                                                  | ۳۷۷۳      | ۱۳۸۰/۰۲/۱۸ |       |
| ۷    | قلعه داو دختر               |       | ساسانی ـ اسلامی | شمال شرقی شهرستان رامهرمز، رویروی روستای بغدک برروی تپه               | ۴۱۴۰      | ۱۳۸۰/۰۷/۱۰ |       |
| ۸    | آرامگاه علمدار              |       | سلجوقیان        | شهرستان رامهرمز، میدان آزادی، خ امام، خ علمدار                        | ۴۲۲۷      | ۱۳۸۰/۰۹/۰۵ |       |
| ۹    | مسجد خان (آیت الله بهبهانی) |       | قاجاریه         | رامهرمز، جنب میدان آزادی                                              | ۹۱۴۷      | ۱۳۸۲/۰۳/۱۰ |       |
| ۱۰   | خانه دکتر وحید              |       | قاجاریه         | رامهرمز، چهارراه طالقانی، بن‌بست ۶ متری                                | ۹۹۵۲      | ۱۳۸۲/۰۶/۲۳ |       |
| ۱۱   | مغازه قدیمی                 |       | پهلوی اول       | رامهرمز، ۷۰ متری سمت غرب میدان آزادی                                  | ۹۹۵۳      | ۱۳۸۲/۰۶/۲۳ |       |
| ۱۲   | آرامگاه امامزاده هفت تن     |       | سلجوقی تا صفوی  | رامهرمز، میدان ارشاد، خیابان طالقانی، بعد از چهارراه، جنب مسجد هفت تن | ۹۹۵۴      | ۱۳۸۲/۰۶/۲۳ |       |
| ۱۳   | خانه تاریخی عباسیان         |       | قاجاریه         | رامهرمز، جنوب غربی میدان آزادی                                        | ۹۹۵۵      | ۱۳۸۲/۰۶/۲۳ |       |
| ۱۴   | قلعه صمیمی                  |       | قاجاریه         | رامهرمز، خیابان امت، کوچه دانشگاه پیام نور                            | ۹۹۵۶      | ۱۳۸۲/۰۶/۲۳ |       |
| ۱۵   | آرامگاه خواجه خضر           |       | سلجوقیان        | رامهرمز، میدان آزادی، خیابان شهید منتظری، پشت شهرداری                 | ۹۹۵۷      | ۱۳۸۲/۰۶/۲۳ |       |
| ۱۶   | دبستان توحید                |       | پهلوی اول       | رامهرمز، خیابان طالقانی، روبروی اداره بهداشت و درمان شماره (۱)        | ۹۹۵۸      | ۱۳۸۲/۰۶/۲۳ |       |
| ۱۷   | محوطه جوبجی                 |       | ایلامی          | شهرستان رامهرمز، بخش مرکزی، دهستان حومه شرقی، روستای جوبجی            | ۲۳۰۵۲     | ۱۳۸۷/۰۵/۰۲ |       |

### شهرستان شوش
| ردیف | نام اثر               | نگاره          | دیرینگی                            | موقعیت                                                                  | شمارهٔ ثبت | تاریخ ثبت  | منبع  |
| ---- | --------------------- | -------------- | ---------------------------------- | ----------------------------------------------------------------------- | --------- | ---------- | ----- |
| ۱    | ایوان کرخه            | بارگذاری تصویر | تاریخی ـ ساسانی                    | ۲۶ کیلومتری شمالغربی شوش                                                | ۴۷        | ۱۳۱۰/۰۶/۲۴ | [ ۸ ] |
| ۲    | آرامگاه دانیال نبی    |                | از هزاره ۴ تا هزاره یک ق‌م ـ اسلامی |                                                                         | ۵۱        | ۱۳۱۰/۰۶/۲۴ |       |
| ۳    | چغازنبیل              |                | قرن ۱۳ (۱۲۵۰ ق)                    | ۴۵ کیلومتری جنوب شرقی شوش                                               | ۸۹۵       | ۱۳۴۸/۱۱/۰۶ |       |
| ۴    | مجموعه تپه‌های هفت تپه |                | اواسط هزاره دو ق‌م                  | ۱۵ کیلومتری جنوب شرقی شوش                                               | ۱۷۱۷      | ۱۳۶۵/۰۲/۲۱ |       |
| ۵    | تپه جویی              |                | پیش از تاریخ                       | جاده شوش، اندیمشک روستای رداده کیلومتر۲۰۰/۱۱                            | ۲۵۰۸      | ۱۳۷۸/۰۹/۰۱ |       |
| ۶    | تپه شرکت هوایی        |                | تاریخی ـ اسلامی                    | جاده شوش، اندیمشک کیلومتر۵                                              | ۲۵۰۹      | ۱۳۷۸/۰۹/۰۱ |       |
| ۷    | تپه سگوند             |                | تاریخی ـ اسلامی                    | بخش شوش، شهرک بهرام، جاده اندیمشک، شوش                                  | ۲۵۱۰      | ۱۳۷۸/۰۹/۰۱ |       |
| ۸    | تپه خارکوب شوش        |                |                                    | ۸ کیلومتری، جاده شوش اندیمشک روبروی روستای رداده                        | ۳۰۷۹      | ۱۳۷۹/۱۲/۲۵ |       |
| ۹    | آپادانا               |                | هخامنشی                            | شهرستان شوش، خ امام خمینی (ره)، خ طالقانی                               | ۳۹۸۱      | ۱۳۸۰/۰۷/۱۰ |       |
| ۱۰   | شهر شاهی              |                | ایلامی ـ هخامنشی                   | شهرستان شوش، خ طالقانی                                                  | ۳۹۸۲      | ۱۳۸۰/۰۷/۱۰ |       |
| ۱۱   | قلعه شوش              |                | قاجاریه                            | شهرستان شوش، خ طالقانی                                                  | ۳۹۸۳      | ۱۳۸۰/۰۷/۱۰ |       |
| ۱۲   | تپه اکروپل            |                | هخامنشی                            | شهرستان شوش، خ طالقانی                                                  | ۴۱۳۰      | ۱۳۸۰/۰۷/۱۰ |       |
| ۱۳   | تپه جنگل              |                | ایلامی                             | شهرستان شوش، ۵ کیلومتری ضلع شرقی موزه هفت تپه                           | ۴۸۷۹      | ۱۳۸۰/۱۲/۱۹ |       |
| ۱۴   | محوطه تخت قیصر        |                | احتمالاً اشکانی                     | شمال شرق شهر شوشتر، ضلع غربی جاده شوشتر به تنگ عقیلی، جنوب جاده گلالدون | ۱۴۷۲۰     | ۱۳۸۴/۱۲/۱۶ |       |

### شهرستان گتوند
| ردیف | نام اثر               | نگاره          | دیرینگی                | موقعیت                                                                         | شمارهٔ ثبت | تاریخ ثبت  | منبع  |
| ---- | --------------------- | -------------- | ---------------------- | ------------------------------------------------------------------------------ | --------- | ---------- | ----- |
| ۱    | آب‌انبار چاه انجیری    | بارگذاری تصویر | ساسانی                 | شهرستان گتوند، بخش عقیلی، دهستان عقیلی، ۲۰۰ م مانده به جاده فرعی روستای کوه زر | ۱۸۶۸۰     | ۱۳۸۵/۱۲/۲۸ | [ ۹ ] |
| ۲    | تپه قبرستان (تل قبرا) |                | اشکانی (پارت) ـ اسلامی | شهرستان گتوند، دهستان عقیلی، روستای ظلم آباد                                   | ۹۹۶۶      | ۱۳۸۲/۰۶/۲۳ |       |
| ۳    | چغا تپه               |                | ایلامی                 | شهرستان گتوند ابتدای شهر                                                       | ۲۳۳۲      | ۱۳۷۸/۰۳/۰۸ |       |